# Hawkwind
Hawkwind (МФА: [hɔːkwɪnd]) — британская рок-группа, образовавшаяся в 1969 году (поначалу как Hawkwind Zoo) в Лондоне, Англия, исполняющая психоделический рок с элементами прога, хеви-метал и экспериментальной электроники и упоминающаяся (наряду с Pink Floyd) в числе родоначальников жанра спейс-рок. Существенную роль в формировании стиля коллектива сыграли писатель Майкл Муркок, с которым группа активно сотрудничала в 1970—1980-х годах, и Роберт Калверт, её фронтмен в 1972—1978 годах.
Hawkwind (во многом благодаря анархистскому, неортодоксальному подходу к творческому процессу) вошли в историю как единственная из групп прогрессив-/психоделик-рока, способствовавшая формированию панк-движения. В биографии на www.progarchives.com Hawkwind названы «возможно, самой знаменитой андеграундной группой мира».
Вокалист, автор песен и гитарист Дэйв Брок оставался единственным бессменным участником коллектива, через постоянно менявшийся на протяжении всей истории состав которого прошли более 50 музыкантов.
23 альбома Hawkwind входили в UK Albums Chart, наивысшего результата здесь добился Space Ritual (#9, 1972); до #3 в UK Singles Chart поднимался хит «Silver Machine».

## История группы
История Hawkwind началась в 1968 году, когда Дэйв Брок, 27-летний уличный музыкант из Фелтэма, графство Мидлсекс, вернулся из Амстердама, где, начиная с 1967 года, возглавлял (по его же определению) «акустический психоделический flower-power-бэнд» под названием Doctor Brock’s Famous Cure, в составе которого играл также гитарист Мик Слэттери (англ. Mick Slattery). По возвращении в Лондон Famous Cure дали здесь несколько концертов (одно из выступлений было совместным с The Deviants — группой, явившейся предтечей Pink Fairies) и в начале 1968 года распались. Брок вернулся к уличному творчеству, которым и зарабатывал на жизнь вплоть до начала 1970 года. Некоторое время он играл в составе The Buskers, группы Дона Партриджа, разъезжавшей по стране в даблдеккере; в числе «пассажиров» последнего были легенды британской «уличной психоделии» Джампин’ Джек и Олд Мег Эйткен. The Buskers записали The Buskers Album; среди включённых сюда песен была «Bring It On Home» Вилли Диксона в обработке и исполнении Дэйва Брока.

### Формирование состава

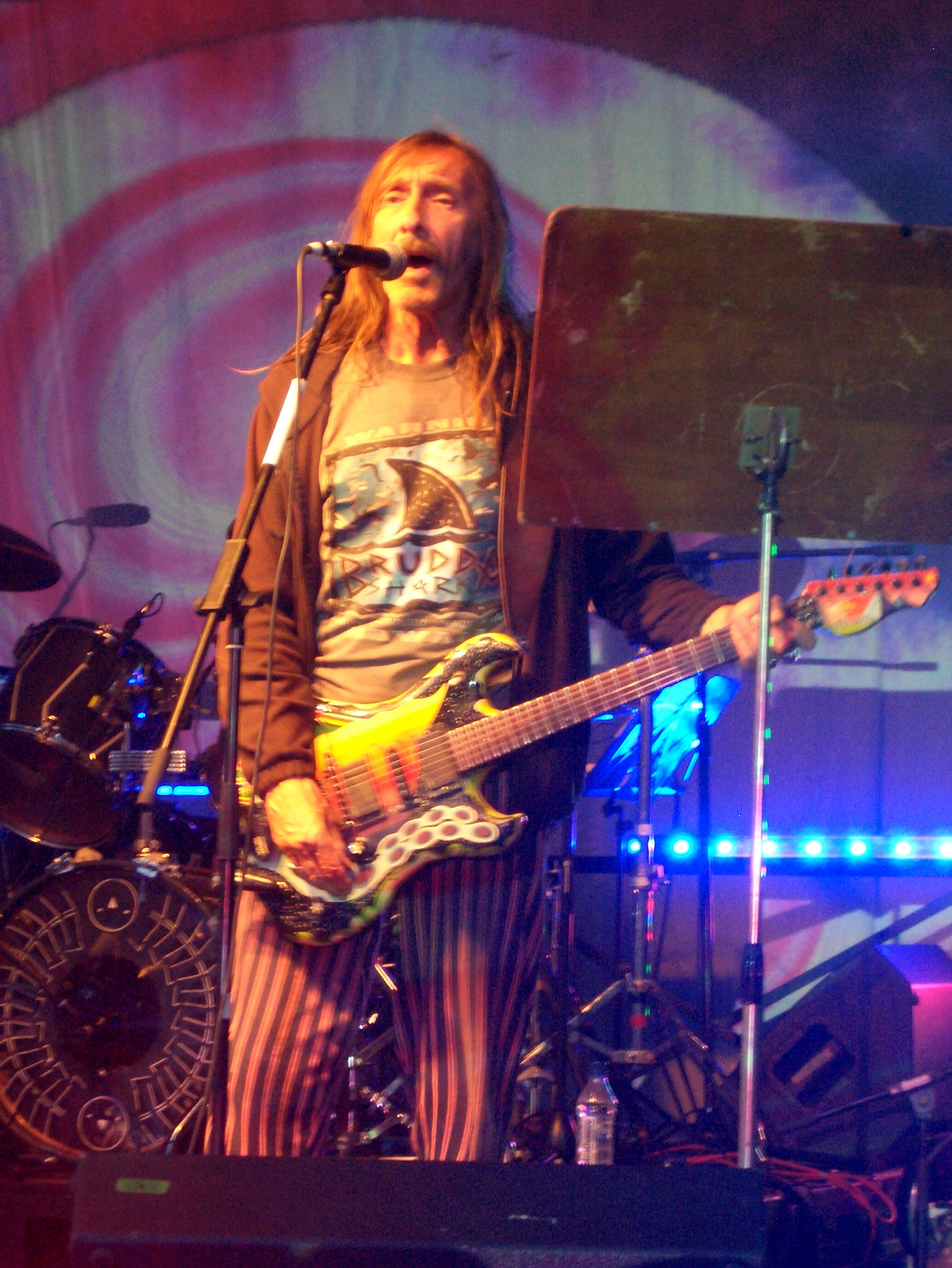
Дэйв Брок, 2009

К концу 1968 года, уже знакомый с ранним творчеством Джими Хендрикса, Pink Floyd и Kingdom Come Артура Брауна, Брок принял решение из акустики перейти в «электричество». Бо́льшую часть времени он проводил дома с гитарой и «травой»; его первое знакомство с ЛСД состоялось дома у Слэттери. Однажды гитарист принёс Дэйву альбом репродукций Уильяма Тёрнера, тот поразился эффекту, какой производит живопись в сочетании с наркотическим эффектом и с этого момента решил (как вспоминал позже), что должен «создать звуковой эквивалент эйсид-трипа: в этом состояла основная идея Hawkwind».
В музыкальном магазине Боба Керра (в прошлом — участника The Temperance Seven, в будущем — фронтмена Whoopee Band) был подвал, где Брок и Слэттери импровизировали на гитарах. Вскоре к ним присоединился Джон Харрисон (в недавнем прошлом — бас-гитарист, выступавший с оркестром Джо Лосса), с которым Брок познакомился, выступая на лондонской Тоттенхэм Корт-роуд. Джон не принимал и не признавал наркотиков («Он больше всего любил гольф», — позже говорил Брок), но обладал хорошей техникой игры, поэтому был приглашён в репетиционный подвал. По объявлению в Melody Maker был найден барабанщик-самоучка, 17-летний Терри Оллис (англ. Terry Ollis) — «фрик, глубоко севший на депрессанты, с крайне примитивным стилем игры», — так позже характеризовал его Брок.
Ещё в Голландии Брок и Слэттери познакомились с Ником Тёрнером, участником Mobile Freakout, группы, нередко гастролировавшей вместе с их ансамблем. Вернувшись из Амстердама в Лондон в 1968 году, Тёрнер заехал к Дэйву Броку в Патни, а позже, после очередной встречи с гитаристом у стен клуба Marquee, где тот музицировал (7 лет спустя оба они в офисе над тем же клубом подпишут контракт с Charisma), был приглашён в штат, потому лишь, что имел собственный автофургон. «А потом на одной из репетиций я расчехлил свой старый сакс, и всем это, похоже, понравилось… Нам хотелось создавать нечто настоящее, стремления к успеху не было. Амбиции у нас отсутствовали вообще», — вспоминал Тёрнер.
Последним участником группы стал 25-летний клавишник-электронщик Дик Мик (англ. Dik Mik, наст. имя — Майкл Дэвис), старый знакомый Брока и один из местных наркодилеров, с которыми Тёрнер наладил контакты, когда (по собственному выражению) «продавал психоделические постеры на пляже в Маргейте». Поначалу Дик Мик был всего лишь резервным водителем автофургона, но затем (по выражению Брока) «втёрся» в состав, продемонстрировав изобретение — нечто, называвшееся «аудиогенератором» и якобы изготовленное из пылесоса (в действительности, как позже выяснилось, устройство являлось реконструированным модулятором). «Он ставил его на старый карточный стол и начинал производить им невероятные звуки. Эффект это создавало потрясающий — если, конечно, все были под кайфом», — вспоминал Брок.
Первое же выступление группы 29 августа 1969 года (музыканты вышли на сцену под наспех придуманным названием Group X), состоявшееся в зале All Saints Hall на Портобелло-роуд в Ноттинг-хилле, было замечено — только потому, что среди зрителей оказался Джон Пил. Не имея заранее подготовленного материала, Group X исполнили 20-минутный джэм на тему песни The Byrds «Eight Miles High» под общим заголовком «The Sunshine Special». Дуг Смит, 25-летний руководитель агентства Clearwater, организовавшего концерт, вспоминал:

…Два фунта шесть шиллингов за вход, никакого алкоголя, только апельсиновый сок и сэндвичи. Вдруг вваливаются эти — ну полнейшие фрики и говорят: мы — группа: можно сыграть?.. На сцене они учинили полнейшее безумие. Потом Джон Пил говорит мне: Дуглас, подпиши их. Они поднимутся высоко. Мы подумали: хммм… тогда стоит поторопиться! Оригинальный текст (англ.)Two-and-six entrance, no booze, just orange squash and sandwiches. Suddenly this bunch of complete freaks walked in the door out of their boxes, and said, 'Here, we’re a band, can we play?' And they just went crazy on stage. Afterwards, John Peel, said, 'Douglas, sign ’em. They would be big.' We thought, Hmmm, maybe we better get on board...— Мик Уолл. Egoes Have Landed.
«The Sunshine Special» мог считаться типичным для раннего творчества группы произведением. «Это была музыка в широком понимании этого слова: авангардная электроника, ну и …хаос. Несколько базовых аккордов, к которым предполагалось время от времени возвращаться, — чего, впрочем, никто не делал. Собственно песен как таковых мы не исполняли», — говорил Брок о первых композициях своего коллектива.

### «Народная группа»

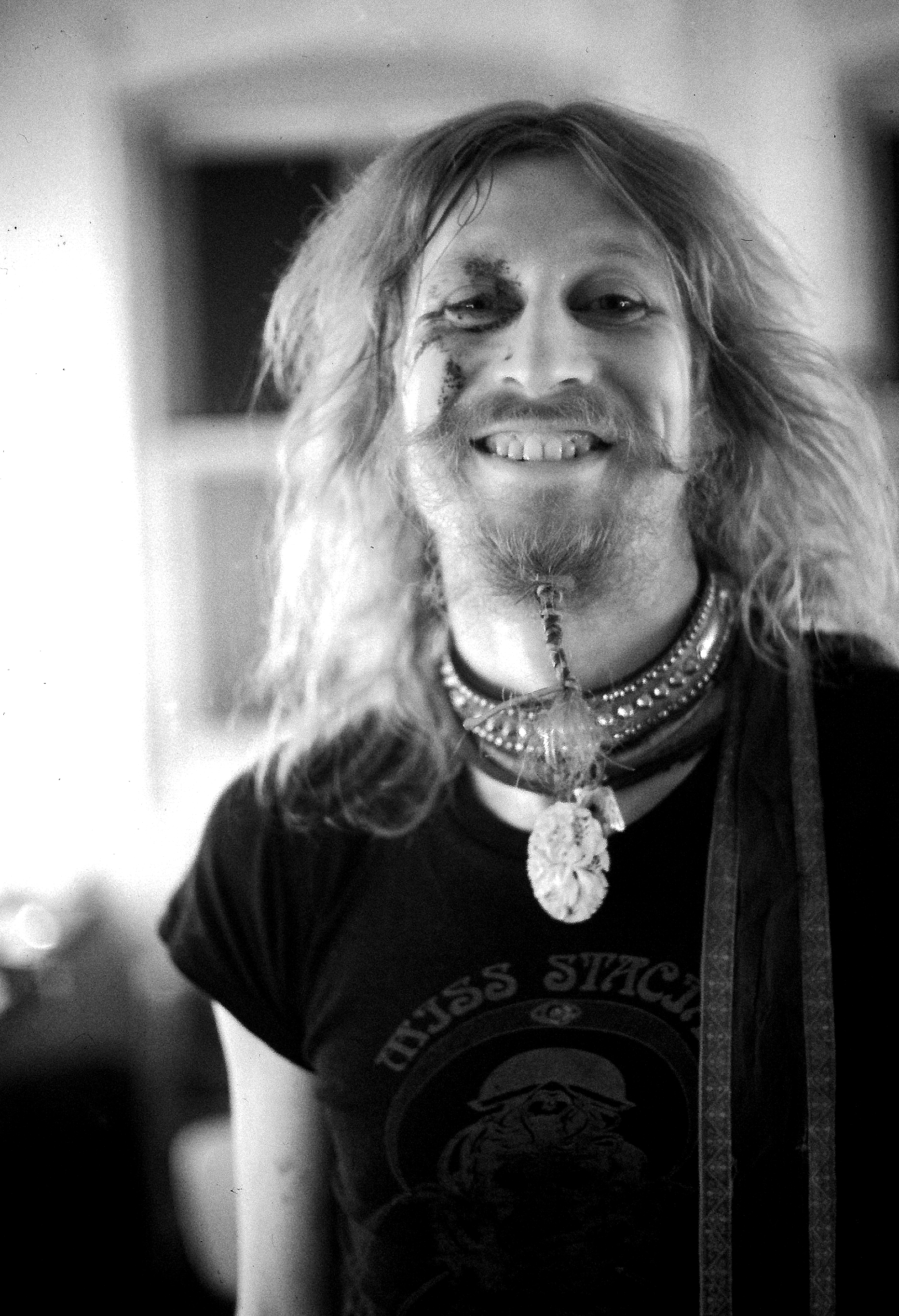
Ник Тёрнер, 1974

Став менеджером группы, Дуг Смит занялся организацией её выступлений, в основном в районе Лэдброк-гроув. Коллектив взял себе новое название — Hawkwind Zoo, которое сократилось затем до Hawkwind. В основу было положено прозвище Тёрнера: оно имело отношение к двум его привычкам: оглушительно прокашливаться (hawking) и испускать газы (wind). Назвавшись таким образом, музыканты словно бы давали понять, что с этих пор «испускать» из себя намерены что угодно, ни в чём себя не ограничивая. Группа быстро создала себе репутацию в Ноттинг-Хилле. Публику привлекало в ней, прежде всего, отношение к жизни: Брок по-прежнему зарабатывал себе на жизнь уличными выступлениями, Тёрнер был бездомным и на сцене выглядел нищим — каковым, собственно, и являлся. Ночевал он у кого придётся, стараясь «не задерживаться подолгу»: благодаря этому музыканты группы и познакомились через него со многими своими будущими друзьями и помощниками, в частности, Барни Бабблсом:30.
Hawkwind подогрели к себе интерес «альтернативной» общественности, когда — на собственном автобусе (известным как «Жёлтая бородавка») прибыли без приглашения на фестиваль Isle of Wight и с 26 по 30 августа выступали под надувным тентом снаружи, перед оградой — бесплатно. К музыкантам вышел Джими Хендрикс и пообщался с ними, но был «слишком не в духе, чтобы сыграть с группой джэм». Акция Hawkwind была направлена против завышенных цен на билеты; в конечном итоге — в самый последний день фестиваля — ограждения были сняты, а всё мероприятие объявлено бесплатным, что позволило группе всё-таки выступить на общей сцене. Здесь всеобщее внимание обратил на себя Ник Тёрнер, раскрасившийся серебристой краской: его снимки позже появились в Vogue, Paris Match, Telegraph Magazine и Daily Express. Это его имел в виду Хендрикс, когда одну из песен объявил как посвящение «…парню с посеребрённой физиономией»:39.
В ходе другой подобной акции-хэппенинга, состоявшейся у ворот фестиваля Бат, музыканты познакомились с Pink Fairies (группой, также базировавшейся в Лэдброк-гроув) и нашли в них единомышленников. Между двумя коллективами возникла дружба: они нередко выступали совместно под общим названием Pinkwind, причём барабанщик Pink Fairies Твинк время от времени занимал место Оллиса, когда тот (в силу наркотической отключки) оказывался не в состоянии закончить концертный сет.
Концерты Pinkwind стали привычным явлением для субботних вечеров на Портобелло-роуд. «Они действительно дополняли друг друга. Одни были некомпетентной гитарной группой, другие — некомпетентной психоделической группой. Обе выходили на сцену и сообща создавали чудовищный шум, после чего все страшно радовались, что никто не вызвал полицию и нас не арестовали», — вспоминал Мик Фаррен, один из первых «менторов» группы, лидер незадолго до этого распавшихся The Deviants, сотрудничавший с анархистским изданием International Times. При этом самих Hawkwind арестовывали за наркотики не раз: сообщения об этом просачивались в центральную прессу и способствовали укреплению культовой репутации коллектива. Вскоре Hawkwind стали называть «народной…» и «последней истинно андеграундной группой» Великобритании.
Фаррен вспоминал, что некоторое время на Брока и компанию лидеры местного андеграунда посматривали свысока, как на провинциалов, явившихся в «горнило революции». Однако вскоре Hawkwind стали неотъемлемой частью местной сцены с центром на Портобелло-роуд: здесь Hawkwind и единомышленники (Quintessence, Pink Fairies) играли бесплатно, под арками и на лужайках, в поддержку практически любых «альтернативных» организаций — «Ангелов ада», «Партии белых пантер», «Гринпис», «Городской герильи» и др. Росту культовой популярности Hawkwind прежде всего способствовала именно эта готовность играть где угодно без вознаграждения, для любого мероприятия с «созвучными» целями и восприимчивой аудиторией.

#### 1970: дебютный альбом
Дуг Смит уговорил Эндрю Лоудера, руководителя отдела артистов и репертуара в United Artists, взять Hawkwind под своё крыло. Тот согласился подписать их, но — лишь «в нагрузку» к Cochise, группе, к которой лейбл в тот момент проявлял особый интерес. Последним за выпуск альбома было выплачено 4000 фунтов, Hawkwind довольствовались авансом в 400 фунтов (за сингл). Весной 1970 года в Trident Studios записала демо: «Hurry On Sundown»/«Kiss of the Velvet Whip» (позже название второй песни было изменено на «Sweet Mistress of Pain»; оригинальные записи были изданы лейблом Flicknife в 1981 году). Сингл «Hurry On Sundown» (акустический блюз, входивший в «уличный» репертуар Брока) с «Mirror of Illusion» (из того же ресурса) на обороте вышел в июле 1970 года. В чарты пластинка не вошла, но United Artists к удивлению музыкантов заказали им полноформатный альбом, оплатив время в Trident Studios.
Группа призвала к сотрудничеству двух музыкантов The Pretty Things: барабанщика Вивьена Принса, который часто выступал с ней на концертах, и Дика Тейлора (одно время — участника Rolling Stones): последний в Hawkwind проявил себя как продюсер, но при этом ещё и сам сыграл в нескольких ранних вещах. Тейлор, как рассказывал позже Ник Тёрнер, просто расставил оборудование и попросил группу трижды отыграть текущий концертный репертуар. В альбом вошли «Hurry On Sundown» и «Mirror Of Illusion»; остальное пространство было заполнено 30-минутной версией «Sunshine Special», разбитой на пять частей, каждой из которых был присвоен собственный заголовок. Альбом Hawkwind, на обложке которого название было выложено листочками марихуаны, вышел в августе 1970 года. Коммерческого успеха он не имел, но привлёк к группе внимание как андеграундной, так и центральной прессы: 5 сентября в Melody Maker вышла благожелательная рецензия на альбом, автор которой, Марк Пламмер, назвал Hawkwind «истинно прогрессивным бэндом», процитировав сетования Хью Лэнгтона на излишнюю «стерильность» студийной атмосферы. Впоследствии Брок не раз называл пластинку своей любимой из всех; Терри Оллис также отмечал, что она идеально отразила «андеграундную» атмосферу, в которой существовал коллектив и при этом во многих отношениях опередила своё время:33.

### Приход «капитанов»
В этот момент Hawkwind впервые проявили, по словам М. Уолла, ставшую впоследствии почти легендарной безалаберность. Едва на горизонте забрезжил свет успеха, Слэттери покинул состав просто потому, что, по словам Брока, «ему всё это надоело». Гитарист отправился в Ирландию странствовать с цыганским табором. Его место занял валлиец Хью Ллойд-Лэнгтон (англ. Huw Lloyd-Langton): последний познакомился с Броком, когда работал в магазине гитар. Вскоре после этого Харрисон, которому глубоко претила психоделическая атмосфера, царившая в группе, покинул состав; с большим сожалением воспринял это Ллойд-Лэнгтон, считавший бас-гитариста музыкальным стержнем группы. Место Харрисона занял Томас Кримбл (англ. Thomas Crimble) из группы Skin Alley, который в свою очередь вскоре уступил место Дэйву Андерсону, басисту Amon Düül.
После концерта в Амстердаме ушёл Хью: не рассчитав дозировку, он (по словам Тейлора) «узрел Иисуса», после чего «…взял ещё немного ЛСД и обратно не вернулся». В мае 1971 года покинул состав (как оказалось, временно) и Дик Мик, уступивший место бывшему сотруднику штата Cochise Делу Деттмару (англ. Del Dettmar), который сел за клавишные, осцилляторы и синтезатор EMS VCS3. Впоследствии журнал Record Mirror писал: «В каком-то смысле Hawkwind — это группа бывших рабочих сцены. Во всяком случае, Нику Тёрнеру, Дик-Мику и Делу Деттмару профессия грузчика хорошо знакома».
Сколь болезненными бы ни казались все эти потери, они, по выражению М. Уолла, «открыли в группу дверь капитанам». После выступления Hawkwind на Glastonbury Fayre в Сомерсете (руку к организации этого «выхода в свет» приложил недавний басист Кримбл) группой заинтересовался уже знаменитый к тому времени автор романов в жанре фэнтези Майкл Муркок, также живший в Лэдброк-гроув. Он начал помогать Hawkwind в организации концертов и написании текстов; более того, всё чаще стал выходить к микрофону. Затем Тёрнер привлёк к сотрудничеству дизайнера и художника Барни Бабблса, который помог группе разработать новый имидж, заново оформил декорации и оборудование, а также внёс свой вклад в разработку концепции и оформление нескольких следующих релизов. Начал сотрудничать с Hawkwind и «световой гуру» Джонатан Смитон (англ. Jonathan Smeaton), специалист по жидкостным слайдам, более известный под псевдонимом Liquid Len.
Возможно, самым важным приобретением стал Роберт Калверт: многосторонний литератор и артист, страдавший тяжёлой формой маниакальной депрессии. В то время он работал в магазине шин на Портобелло-роуд и писал для андеграундного журнала Frendz сюрреалистические рассказы. «Едва только <Калверт> заинтересовался возможностью участия, мы тут же его пригласили. Потому что у него были великолепные <литературные> идеи: как научно-фантастические, так и связанные с состояниями сознания, внутренним, и внешним», — рассказывал Тёрнер, хорошо знавший Калверта ещё по Маргейту, где оба провели детство. По воспоминаниям Тёрнера, «…каждые 18 месяцев у Боба случалось нечто вроде нервного припадка. Его постоянно бросало от гиперактивности к депрессии. То он говорил без умолку, истощая себя и окружающих, то вдруг погружался в тоску, и из него невозможно было вытянуть ни слова».
Именно Калверт всё то, что Hawkwind спонтанно создавали на сцене, сформулировал как литературно-философскую концепцию — в 22-страничном буклете «Hawkwind Log», подготовленном им к выходу второго альбома, In Search Of Space. «Hawkwind Log», малопонятное, по словам Уолла, хиппиозное повествование в духе Берроуза, оформленное как бортовой журнал космического корабля, было насыщено научно-фантастическим и наркотическим жаргоном и красочно проиллюстрировано Барни Бабблсом. «Если Майкл Муркок был типичным гуру от научной фантастики, к которому <участники группы> естественным образом почувствовали притяжение, то Калверт являл собой нечто иное. Он больше был похож на Апдайка. Писал рассказы куда более реальные, но с элементами литературы ужаса, которые происходили от состояния его собственной психики», — вспоминал менеджер Дуг Смит.
Наконец, в группу пришла Стейша (англ. Stacia Blake урождённая Стефани Лич):60, 22-летняя ирландка ростом под 190 см, с «фигурой статуи», чьё впечатляющее обнажённое раскрашенное тело сюрреалистически контрастировало с (исключительно мужской по своему настрою) вакханалией звуков и образов на сцене. «Мы играли концерт в Эксетере. Она пришла и спросила, нельзя ли ей станцевать, мы сказали — можно, и тогда она вдруг догола разделась! На следующий вечер она явилась на наш концерт в Редруте, снова поднялась на сцену и станцевала! В общем, мы решили её оставить», — так вспоминал о начале их сотрудничества Дэйв Брок. С этих пор Стейша активно участвовала в сценических действах коллектива, и голос её учитывался при принятии всех важных решений. Ник Тёрнер не отрицал, что с некоторыми участниками группы у неё складывались и «романтические» отношения, но подчёркивал: он к этому кругу не принадлежал.

#### 1971:In Search of Space. Приход Лемми
В 1971 году группа приступила к работе над вторым альбомом In Search of Space, который записывался в Olympic Studios в Барнсе и включал в себя уже не только джэмы из концертного репертуара (в частности, 16-минутную «You Shouldn’t Do That»), но и первые композиции традиционного рок-формата («Master of the Universe», «We Took the Wrong Step Years Ago» — переработанную версию песни из раннего репертуара Брока). О характере звучания пластинки можно судить хотя бы по признанию Брока: «Я всегда принимал ЛСД перед микшированием альбома, и мы обычно подсыпа́ли его звукоинженерам. Люди <в этом смысле> очень нас опасались». При этом своей главной задачей группа декларировала «подъём сознания… но без кислоты», всего лишь сочетанием звука и визуальных эффектов. «Безжалостное звучание безграничного космоса… <Его создатели — > пилоты космического корабля по имени Земля, эксперты по астральным путешествиям, которым знакомы все пути в бездну… Но берегитесь: если вы летите с Hawkwind, обратного пути нет!», — с такими словам обращались к слушателям в пресс-релизе In Search of Space участники группы.
«Здесь много электронных звуковых эффектов, студийных трюков; много перкуссии, но больше всего — повторов: сыграл фразу — повтори её быстрее… Самое ненормальное состоит в том, что у Hawkwind такое срабатывает. Они не просто экспериментируют, но делают это с большим знанием дела», — писал Джон Мортланд в журнале Creem от 1 ноября 1971 года. «Шумовой электро-саксофонный замес имеет странное сходство с теми взрывными вставками посреди композиций, которые чуть позже продемонстрировали ранние Roxy Music, чей специалист-электронщик Брайан Ино, как и Дик Мик, проживал в лондонском Лэдброк-гроув», — замечает Дж. Грин (Trouser Press).

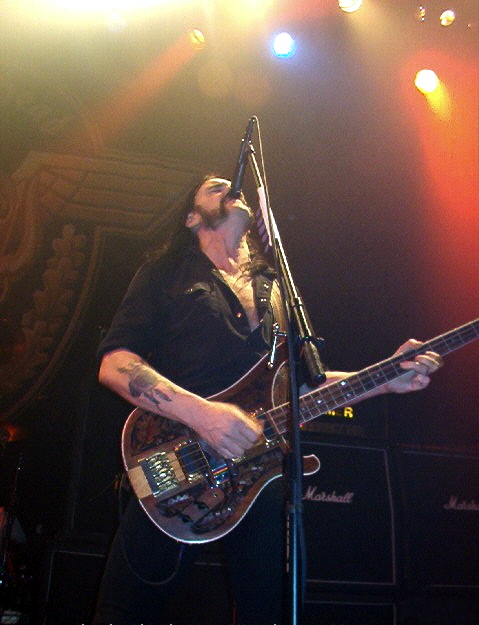
Лемми

Альбом, выпущенный в октябре 1971 года, стал своего рода программной работой; расширив рамки хард-рока и хеви-метал, группа впервые ввела в текстуру жанра две темы: научно-фантастическую и наркотическую. Классический (по определению Allmusic) трек «Master of the Universe» стал одним из популярнейших концертных номеров Hawkwind и позже вошёл в несколько сборников, студийных и концертных. Альбом поднялся до #18 в UK Albums Chart, но именно этот успех послужил причиной ухода Оллиса, который выразил своё разочарование «коммерциализацией» Hawkwind. Впрочем, на этот счёт имелись и другие версии.
В августе 1971 года Андерсон, у которого не сложились отношения с музыкантами группы (в частности, всех раздражало, что он являлся на концерты на эффектном автомобиле, в то время как остальные приезжали сообща, в своём старом фургоне), покинул состав. Вернувшийся Дик Мик составил с Деттмаром клавишный тандем. Это возвращение косвенно предопределило поворотный пункт в истории группы: именно Дик Мик привёл на замену Андерсону своего друга Лемми (англ. Lemmy, наст. имя — Иэн Килмистер), в прошлом — рабочего сцены у Джими Хендрикса, в середине 1960-х годов возглавлявшего в Блэкпуле собственный ансамбль Rocking Vicars, а кроме того, игравшего в психоделических группах Opal Butterfly и Sam Gopal.
Лемми, с одной стороны, неприятно поразил всех своей неуправляемостью, с другой — оказал решающее влияние на развитие стиля группы: будучи в прошлом гитаристом, он играл на басу, как на ритм-гитаре, тем самым взвинчивая общий драйв. 

Это была настоящая «головная боль» — удерживать диковатого басиста в дисциплинарных рамках, заставлять его являться на концерты и играть там, как следует. Но усилия окупались, едва только Лемми выходил на сцену, потому что он приносил с собой настоящую энергетическую бурю — как в звуке, так и в образе.— Брайан Таун, «The Approved History of Hawkwind»
Брок вспоминал, что барабанщик Терри Оллис был уволен, потому что «…не умел сочетать наркотики и игру на ударных», а М. Уолл утверждал, что «Лемми… которому надоел Оллис, постоянно падавший со стула, предложил взять настоящего барабанщика», а именно — Саймона Кинга (англ. Simon King), который и был принят в январе 1972 года. Драмминг Кинга, стремительный и агрессивный, идеально акцентировал ритм-басовые партии Лемми: оба были прекрасно сыграны ещё со времён Opal Butterfly.
Перемены в составе привели к радикальному изменению звучания группы. Hawkwind, сохраняя верность блюз-роковой психоделии, последовательно наращивали и ужесточали ритмичность, а традиционные вокальные партии вытесняли песнопениями ритуального характера, в совокупности со световыми эффектами оказывавшими на аудиторию явно выраженное гипнотическое воздействие. Группа экспериментировала также с инфра- и ультразвуком: эти электронные пассажи не были слышны, но предполагалось, что они оказывают на сознание присутствующих некий магический эффект. Целью Hawkwind, как писал Б. Таун, было «…атаковать максимум человеческих чувств… Вы приходили на концерт, оттуда вас потом выносили, и вы не могли понять, что с вами произошло». «Наша цель — создавать <не просто музыку, но музыкальную> среду, которая затрагивала бы и использовала все человеческие эмоции. Мы хотим, чтобы люди ловили кайф не от кислоты, а от концерта. Мы и сами репетируем под стробом», — рассказывал Тёрнер в интервью Melody Maker:35.

#### 1972: «Silver Machine» иDoremi Fasol Latido
Начало 1972 года не предвещало Hawkwind успехов: из-за болезни Калверта и ряда инцидентов группа оказалась на грани распада. В мае стало известно, что у Hawkwind был угнан фургон с оборудованием на общую сумму в 10 тысяч фунтов. В последний момент группу спасли две компании, AKG и Vox, предложившие музыкантам полностью переоборудоваться у них и бесплатно получить звуковую систему. В июле Hawkwind попали в автокатастрофу в Германии между Дюссельдорфом и Берлином; лишь чудом никто не пострадал. Поворотным пунктом в истории коллектива стал выпуск сингла «Silver Machine».
Песня, написанная Броком в соавторстве с Ником Тёрнером на текст Калверта, создавшего нечто вроде вариации на тему «Как построить машину времени» (англ. How to Construct a Time Machine) Альфреда Жарри, была записана 13 февраля 1972 года Hawkwind на андеграундном музыкально-политическом мероприятии Greasy Truckers Party в лондонском клубе Roundhouse. Исполненные здесь же «Master Of The Universe» и «Born To Go» вошли в двойной альбом Greasy Truckers Party, выпущенный United Artists (UDX 203/4). «Silver Machine» и «Welcome To The Future» были включены и в тройник Glastonbury Fayre (Revelation REV1A-3F).
Первый вариант будущего сингла смикшировал прямо на сцене звукооператор (впоследствии — один из руководителей Stiff Records) Дэйв Робинсон, однако певший здесь Калверт вскоре после концерта был помещён в психиатрическую лечебницу, где провёл следующие 28 дней. Студийную партию вокала было поручено исполнить Лемми. «Они перепробовали всех, прежде чем согласились на то, чтобы пел я. Ник, Боб, Дэйв… Остались только я и драммер. А я спел здорово, очень здорово — с первого же захода. Для них это было — ну просто невыносимо. На обложке NME — я один: тот, кто поставлял им неочищенные спиды!..», — вспоминал тот. О том, в каком состоянии группа записывала свой единственный хит, можно судить по воспоминаниям бас-гитариста: 

Мы с Дик-Миком не спали четверо суток, <держались> на капсулах декседрина, так что мозги у нас были уже набекрень. Но нужно было ехать на концерт в Roundhouse… так что мы приняли по паре мандракса, чтобы успокоиться. Сделалось скучновато, мы приняли каждый по паре «блэк-бомберов»… Приезжаем в Roundhouse: кто-то приносит кучу бомберов, мы принимаем по десятку каждый: это уже много. Кто-то приходит с мандраксом: мы на взводе, глотаем по три, — нужно же успокоиться. Приносят кокаин, в больших таких пакетах, мы думаем — возьмём понемногу. Все это время в гримёрке — сплошное курево. Мы уже в полной отключке. А тут несут «кислоту» и мескалин — мы и это всё тоже глотаем. Но пора выходить на сцену. Мы с Дик-Миком — закоченелые, как две доски. «Не могу пошевелиться, Дик-Мик, а ты?» — «Я тоже. Классно, правда?» — «Что делать, мы же не сможем играть?» — «Придумаем что-нибудь», — говорит он.
Сингл «Silver Machine» вышел в августе 1972 года и поднялся до #3 в UK Singles Chart, несмотря на то, что почти не звучал на радио. Группа была приглашена в телепрограмму Top of the Pops, но, по словам Б. Тауна, «…как и следовало ожидать, отказалась петь под фонограмму, а вместо этого настояла на том, чтобы BBC сама явилась на концерт и записала живое выступление; спрос на них был таков, что BBC просто вынуждена была согласиться». Выступление Hawkwind с «Silver Machine» транслировалось в Top of the Pops в общей сложности трижды и позже было использовано BBC в программе о Муркоке.
Неожиданный коммерческий успех позволил Hawkwind собрать достаточно средств для проведения Space Ritual Tour, в ходе которого публике был представлен материал третьего (к тому времени ещё не выпущенного) альбома Doremi Fasol Latido. В концертах группы приняли участие вторая танцовщица, мисс Рене, а также артист-мим Тони Криэр. Слайд-шоу для сценического шоу разработал художник Дэвид Харди.
Незадолго до этого Hawkwind выпустили синглом «Urban Guerrilla», на продвижение которого в чартах оказала влияние серия непредвиденных политических обстоятельств. ИРА устроила серию террористических актов в Лондоне, BBC сочла заголовок «провокационным» и отказалась выпускать песню в эфир, и менеджмент группы неохотно согласился снять пластинку с продажи, чтобы избежать обвинений в политическом оппортунизме. Всё это произошло, когда «Urban Guerrilla» уже поднялся до #39 и по многим показателям обещал превзойти успех предшественника.
Как вспоминал Брок, BBC смутила строчка «I’m an urban guerrilla/I make bombs in my cellar» («Я — городской партизан, я делаю бомбы у себя в подвале»). «Глупость, конечно, потому что текст был превосходным. Да, песня представляла собой политическое заявление, но — не об ИРА», — говорил он. Как сообщал 1 сентября 1973 года NME, песню «…Боб Калверт написал за два года до этого как сатирический комментарий, а записана она была за три месяца до террористических актов». Группа предложила United Artists выпустить синглом би-сайд «Brainbox Pollution», однако этого не произошло, и Hawkwind лишились второго хита, на который рассчитывали. Лишь «Lord Of Light» (с «Born To Go» на обороте) вышел в Германии, после чего группа, разочарованная результатом, решила уйти с рынка синглов.
Третий альбом Doremi Fasol Latido, в котором под очевидным влиянием романа Муркока «Чёрный коридор», разрабатывалась сложная мифология, связанная с историей Вселенной, утвердил группу в её научно-фантастической ориентации. Он вышел в ноябре 1972 года и поднялся до #14 в UK Albums Chart. К этому времени Hawkwind приобрели репутацию выдающейся концертной группы, что продемонстрировал их четвёртый (двойной) альбом, Space Ritual, записанный в ходе концертов группы в Лондоне и Ливерпуле. Он на две трети состоял из материала Doremi Fasol Latido, к которому были добавлены версии старых вещей («Masters of the Universe»), а также новые композиции («Born To Go», «Upside Down», «Orgone Accumulator»), написанные Калвертом и Муркоком. Апокалиптический текст «Sonic Attack» Дж. Грин называет «Армагеддон-классикой». Space Ritual вышел в июне 1973 года и поднялся до #9 в UK Album Chart.

#### 1973—1974:Hall Of The Mountain Grill
В начале 1973 года из группы вновь ушёл Дик Мик, за ним последовал и Калверт: формально — чтобы заняться сольной карьерой, но в действительности ещё и потому, что, по словам менеджера, «к тому времени уже сошёл с рельсов…». «То и дело он звонил мне в очередном припадке; кричал, что он — Христос и что его пригвоздили к стене. Увещевать его приходилось часами», — вспоминал Дуг Смит.
Между тем, успех «Silver Machine» ознаменовал поворотный пункт в истории Hawkwind. «Все вдруг стали слишком серьёзны», — позже сетовал Брок. Последовали приглашения на крупные концерты. В ноябре 1973 года Hawkwind дебютировала на американской концертной сцене концертом в нью-йоркской Music Academy; затем в зале Oval Hawkwind выступили с Фрэнком Заппой. Известие о «новой спейс-рок-сенсации» разнеслось по США. По возвращении в Британию группа провела гастроли с программой под названием The Ridiculous Roadshow, в ходе которых представила аудитории и новый материал.
К апрелю 1974 года Hawkwind уже выступали хедлайнерами перед 7-тысячными аудиториями. В числе зрителей были замечены Элис Купер и Стиви Уандер. В Сан-Франциско в гости к себе домой их пригласила Джоанна Лири, жена Тимоти Лири, находившегося в тот момент за решёткой. Она утверждала, что Лири считал Hawkwind «самой возвышенной группой на планете». Во время благотворительного концерта в поддержку Лири в Калифорнийском университете на сцене была установлена телефонная связь с тюремной камерой, и Лири обратился к зрителям с речью, что вызвало панику у полиции.
Без Калверта группа записала два своих, как считает М. Уолл, «самых сфокусированных» альбома, Hall of the Mountain Grill и Warrior on the Edge Of Time. К моменту начала работы над первым из них в группу пришёл скрипач c классическим музыкальным образованием Саймон Хаус, благодаря которому звучание стало более наполненным, мелодичным и очищенным, не утратив анархо-психоделического эффекта. В январе—феврале 1974 года группа провела гастроли по Британии, в марте вылетела в США. Саймон Хаус, не имевший разрешения на работу, выходил на сцену изредка, для разовых импровизаций; лишь по возвращении группы домой он стал её полноправным участником.
Альбом Hall of the Mountain Grill, названный так в честь кафе в Лэдброк-гроув, поднялся в Британии до #16; именно он, как отмечает Б. Таун, впервые заставил музыкальную критику «заговорить о группе с должной почтительностью». Синглом отсюда вышла «Psychedelic Warlords», одна из двух песен — наряду с «Lost Johnny» (композицией Лемми, написанной им в соавторстве с Миком Фарреном), — которые обозреватели сочли в альбоме сильнейшими.
В ходе начавшегося турне Дел Деттмар покинул состав, перебравшись в Канаду, где незадолго до этого приобрёл земельный участок. Затем в июле 1974 года Саймон Кинг сломал рёбра, играя в футбол. Временно заменившего его Алана Пауэлла (в прошлом — участника Vinegar Joe, Stackridge и Chicken Shack) после выздоровления Кинга было решено оставить в группе вторым барабанщиком.
Hawkwind выступили хедлайнерами Harlow Free Festival, причём Муркок взял здесь на себя функции фронтмена, а Тёрнер вышел на сцену в лягушачьих костюме и маске. Авторитет группы, как отмечает Таун, возрос ещё более после того, как BBC использовала трек «Goat Willow» (короткую композицию Деттмара) в своём документальном фильме о монахах-пчеловодах. Несколько лет спустя в программах британского телевидения были использованы ещё две песни группы: «You Shouldn’t Do That» и «Motorway City».
В сентябре 1974 года в Хаммонде, штат Индиана, власти арестовали всё оборудование Hawkwind. Выяснилось, что за последними со времён последних гастролей числился налоговый долг в размере 8000 долларов. Наличных у группы не было, и ей пришлось вернуться в Англию налегке. В октябре, после того как недоразумение было улажено, Hawkwind вернулись в США и дали отменённые концерты.

#### 1975:Warrior On The Edge Of Time
Начало 1975 года группа провела в студии, записывая сингл «Kings Of Speed». Он вышел в марте, с «Motorhead» на обороте, последней, как оказалось, песней, написанной Лемми для Hawkwind. Затем вышел альбом Warrior on the Edge of Time, в июне поднявшийся до #13 в UK Albums Chart. Важную роль в создании альбома, концепция которого была заимствована из романов серии «Eternal Champion», сыграл Майкл Муркок, их автор. Сюда вошли три его композиции: «The Wizard Blew His Horn», «Warriors» и «Standing at the Edge» (в третьей из них партию вокала исполнил Тёрнер). Параллельно Муркок записал сольный альбом New Worlds Fair; в студии ему, в свою очередь, помогли Брок, Кинг, Пауэлл и Хаус.
После выхода альбома Hawkwind вылетели в США, и тут произошёл инцидент, сыгравший рокову́ю роль в истории группы. На канадской границе был арестован Лемми. Обнаруженный у него порошок таможенная полиция ошибочно приняла за кокаин и отправила бас-гитариста в тюрьму, из-за чего группе пришлось отменить несколько концертов. Когда выяснилось, что изъятый препарат является сульфатом амфетамина и в Канаде не запрещён, суд ограничился штрафом. Позже Лемми неоднократно утверждал, что арест явился всего лишь удобным поводом для остальных участников группы наконец-то избавиться от него. Бас-гитарист считал, что с самого начала коллеги относились к нему неуважительно. Кроме того, к 1975 году состав окончательно раскололся на два наркотических лагеря: амфетаминовый и психоделический. «Мы с Дик-Миком были кастой неприкасаемых, потому что предпочитали спид», — вспоминал Лемми. (Брок признавал: «спид» в группе считался дурным вкусом.) Лемми утверждал, что единственная причина, почему участники группы вообще выплатили залог, состояла в том, что «…они не смогли быстро вызвать Пола Рудольфа для концерта в Торонто. Я отыграл тот концерт, а после него, в половине пятого утра был уволен».
Вскоре Лемми с бывшим участником Pink Fairies гитаристом Ларри Уоллисом собрал Motörhead, назвав группу в честь своей последней композиции. Пол Рудольф, басист Pink Fairies, вошёл в состав Hawkwind на правах постоянного участника. Состав с Лемми, хоть и прекратил своё существование в реальности, позже был возрождён в художественном пространстве: от лица участников группы Hawklords (с «бароном Броком» во главе) велось повествование в трилогии, созданной Муркоком в соавторстве с Майклом Баттеруортом.
Увольнение Лемми в конечном итоге оказалось для группы роковы́м. «Это был волшебный ансамбль. Стоило только извлечь из его механизма один элемент, как всё развалилось. И этим элементом оказался не Калверт, а Лемми», — говорил менеджер Смит. «Они могли бы стать новыми Grateful Dead, если бы сохранили единство, но произошёл раскол, в результате которого где-то году к 1979-му Лемми уже куда больше значил для рок-музыки, чем Брок и всё то, что вокруг него вертелось», — утверждал Мик Фаррен. Согласно Allmusic, потеря негативно сказалась как на звучании Hawkwind, так и на общей её энергетике. Некоторое время ходили слухи о распаде, но вернувшийся в группу для выступления в Рединге Калверт согласился остаться — уже в качестве фронтмена.

### Контракт с Charisma
Осенью 1975 года Hawkwind выступили хедлайнерами на Редингском фестивале. Это был последний концерт с группой мастера слайд-эффектов Джонатана Смитона (Liquid Len). На следующий день покинула группу и Стася: она вышла замуж за Роя Дайка из Ashton Gardner & Dyke, и впоследствии оба переехали в Германию. Hawkwind же немедленно отправились на другой фестиваль в Уотчфилде, где выступили бесплатно, причём вчетвером сыграли «за семерых», произведя сильное впечатление не только на зрителей, но и на представителей музыкальной прессы. Вскоре после этого Муркок образовал собственную группу Deep Fix.
Hawkwind подписали новый контракт с Charisma Records; Дуглас Смит покинул пост менеджера, и его место занял Тони Ховард. Однако, как утверждал, в частности, сотрудничавший с группой фотограф М. Флауэрс, новый менеджмент «был занят скорее попытками изменить стиль группы, нежели заботой о сохранении её индивидуальности». В это же время компания United Artists выпустила ретроспективный сборник Road Hawks.
К этому времени, согласно Allmusic, шансы Hawkwind на прорыв за океаном упали окончательно: там уже появились Kansas и Blue Öyster Cult, две группы, которые соединили базис «пролетарского рока» с элементами прогрессив «как раз в необходимой для массового успеха пропорции». Кроме того, как считает Дж. Грин, «Hawkwind к этому времени полностью реализовали себя в качестве первопроходцев; нельзя сказать, что последующие альбомы были слабыми, просто они уже не отличались особой оригинальностью, и группа с ними всего лишь продолжала движение по накатанной колее».

#### 1976:Astounding Sounds, Amazing Music
Осенью 1976 года вместе с вернувшимся в состав Калвертом Hawkwind вышли в турне, предложив зрителям впечатляющую концертную программу, составленную из материала Space Ritual, Hall Of The Mountain Grill и Warrior On The Edge Of Time. По общему мнению в музыкальном отношении эта концертная программа была сильнее Space Ritual Tour. В августе 1976 года Hawkwind выпустили свой первый альбом для Charisma под названием Astounding Sounds, Amazing Music. В основу текстов и дизайна был положен материал двух популярных научно-фантастических серий 1920-х годов («Amazing», 1926 и «Astounding», 1930). Пластинка с текстами Калверта, умело подогнанными к особенностям сценического представления группы, имела определённый коммерческий успех (#33 UK, 1976), но, по мнению М. Уолла, в сравнении с предыдущими оказалась «тусклой». Дж. Грин отмечает, что с уходом Лемми группа утратила тяжесть; Пол Рудольф был инструменталистом «энергичным, но не склонным к <звуковым> излишествам». Альбом был в целом сдержанно встречен критиками, некоторые из которых отметили, в частности, затянутость композиций (всех, за исключением сингла «Kerb Crawler»). К числу проблем добавился и тот факт, что в дорогостоящей студии Hawkwind работали слишком медленно и влезли в долги.
В последовавшем турне Hawkwind внешне выглядели жизнерадостно. Сценическая конструкция, поддерживаемая впечатляющими световыми эффектами, на этот раз называлась Atomhenge: это была словно бы секция Стоунхенджа, включённая во внутренность атома; на сцене располагались четыре колонны, между которыми размещались дисплеи. Между тем, к этому времени, как отмечает Б. Таун, в группе сформировалась «бунтарская» фракция, и за кулисами уже шла ожесточённая борьба за влияние. В результате, незадолго до выхода в январе 1977 года сингла «Back on the Streets» Тёрнер был уволен: формально — «за нестабильность» на сцене, но как позже выяснилось, в отместку за то, что до этого сам пытался «выпихнуть из состава» Брока. За Тёрнером последовал и Пауэлл, а по окончании промотура, в ходе репетиций материала следующего альбома, — Рудольф. Все трое, как считалось, пытались увести группу в некоем новом («фанковском») направлении, которому противостояли Калверт и Брок.
В состав был приглашён бас-гитарист Эдриан 'Эйд' Шоу (англ. Adrian Show) из Magic Muscle, группы, которая выступала c Hawkwind в качестве «разогревщиков» в турне Space Ritual. Квинтет дебютировал в феврале в клубе Roundhouse, а затем выпустил Quark, Strangeness and Charm. Самый в звучании облегчённый и при этом насыщенный юмористическими деталями в музыке и текстах альбом группы поднялся в Британии до #30. После этого Hawkwind появились на телевидении, в шоу Марка Болана, где Боб Калверт выступил в авиашлеме с чучелом сокола в руке, явив зрителям (согласно Allmusic) «странный образ — для песни, повествовавшей о том, как Альберт Эйнштейн не имел успеха у женщин».

#### Инцидент в Париже
В течение второй половины 1977 года психическая нестабильность Калверта нарастала. В ходе американских гастролей фронтмен группы, болезнь которого вошла в депрессивную стадию, выглядел почти безжизненным. Кризис обострился в октябре, когда, по воспоминаниям Саймона Хауса, Калверт в Париже утратил сон и «…колотил в дверь среди ночи, требуя валиум с пеной у рта…» В конечном итоге участники группы просто сбежали от своего недавнего лидера, оставив его на улице. «Он начал было отставать от нас, но тут я застрял в пробке. Мы подняли стёкла, а он бежал за автомобилем, дёргал за все ручки, кричал что-то в окна», — вспоминал Брок. Сам Калверт, страдавший манией преследования и разъезжавший в те дни повсюду в полевом камуфляже и с газовым пистолетом в кобуре на боку, так вспоминал этот эпизод некоторое время спустя:

…Это была словно сцена из «Альфавиля» или какой-нибудь нововолновой французской картины. Все вокруг замерли, разинув рты, наблюдая за тем, как разворачивается эта сцена: трогается серебристый лимузин, а человек в униформе бросается за ним в погоню. Когда машина остановилась у светофора, я так разозлился на Брока и остальных, что <подбежав> стал дёргать дверцу: автомобиль затрясся вверх-вниз. Со стороны это выглядело так, будто я пытаюсь собственноручно перевернуть машину и арестовать всех, кто в ней находится. Сменились огни светофора, машина тронулась… а я в своём обмундировании так и остался на месте. Неожиданно до меня дошло, что по обе стороны парижской улицы на меня глядят люди, для которых террористические акты — дело обыденное. Вокруг действительно началась паника. Я попытался объяснить всем на примитивном французском: мол, слушайте, всё в порядке, можете успокоиться. Оригинальный текст (англ.)...It was like a scene out of a movie like Alphaville’ or a New Wave French film. All these people stopped dead in their tracks with their mouths open, watching this scene take place, this silver car speeding away with this guy chasing it, wearing this uniform. When it got to the traffic lights, I was so fucking annoyed with Brock and the others that I tried to get the door open, shaking this vehicle up and down. It looked like I was single-handedly trying to turn it over and arrest those people in it. When the lights changed the car went off.... When the car drove off, I was left standing there in this uniform. Suddenly realising that on either side of this thoroughfare in Paris were all these people shopping who were used to seeing terrorism. They really panicked. I tried to say, in simple French, hey look, it’s all right you know, it’s OK, calm down.
— Роберт Калверт, интервью Cheesecake, #5, 1981
В Лондоне Калверт вновь отправился в психиатрическую лечебницу. Группа исполнила обязательства и отыграла намеченные американские концерты. Но Брок уже стал подумывать о том, чтобы «выбросить белый флаг». «Помню, один из Jefferson Starship подошёл ко мне и говорит, мол, группа у вас пустая, осталась одна шелуха. В конце тура я просто продал гитару. Решил, что это конец, нас больше нет», — вспоминал он. Брок отправился в Англию и по случайному совпадению оказался в одном самолёте с Дугом Смитом, который также возвращался домой. Разговорившись с ним, они решили всё начать заново. Вскоре, разорвав отношения с прежним менеджментом и возобновив сотрудничество со Смитом, Hawkwind возродились, но, как отмечает М. Уолл, в дальнейшем лишь «с переменным успехом существовали на обочине большой рок-сцены, полагаясь на конъюнктуру: сначала метал-бум 1980-х, потом рейв 1990-х годов». При этом, однако, большим авторитетом группа пользовалась на панк-сцене — не в последнюю очередь потому, что почиталась в числе основателей движения сквоттеров, откуда вышли многие известные панки; «звуковой дорожкой» к этому движению (как писал Джон Сэвидж в книге «Eangland’s Dreaming: Sex Pistols & Punk Rock») была музыка Hawkwind:179.

#### Sonic Assassins и Hawklords
В 1977 году, помимо европейских гастролей, в процессе которых Калверт временно и вышел из строя, Hawkwinds провели два успешных британских турне и на концертах второго из них записали четыре трека, позже вошедшие в альбом PXR5 (1979). Но Брок не был удовлетворён текущим положением дел и решил изменить курс. Вместо привычных рождественских концертов он временно распустил группу и занялся проектом, основы которого были заложены ещё в 1976 году, когда Hawkwind выступали с группой из Девона под названием The Ark. Двое участников её состава — басист Харви Бэйнбридж и ударник Мартин Гриффин — были теперь приглашены в новую группу, Sonic Assassins. Последняя выступила с концертом 23 декабря 1977 года в Барнстапле, на предрождественском мероприятии, где была представлена, помимо прочего, детская пантомима. При этом Калверта сознательно не проинформировали о задуманных изменениях в репертуаре, и часть текста ему пришлось придумывать на ходу. Позже записанный здесь материал вышел на Flicknife Records (The Sonic Assassins EP, сборники Friends & Relations и Anthology). Как пишет Б. Таун, проект, задумывавшийся как разовый, оказал долгосрочное влияние на историю группы и, возможно, в чём-то оказался для неё спасительным.
Название Sonic Assassins было знакомо старой гвардии Hawkwind-фэнов и читателей Frendz: под таким заголовком в 1972 году Муркок и Джим Хоторн опубликовали короткую серию комиксов о рок-группе The Sonic Assassins (под которой легко угадывались Hawkwind). Однако широкую публику трансформация ввела в замешательство, так что после ухода Гриффина и прихода клавишника Стива Свинделлза, игравшего до этого в String Driven Thing и Pilot и заменившего Хэйлза, состав переименовался в Hawklords. Новое название также имело литературную подоплёку: в 1976 году вышла книга «The Time Of The Hawklords», написанная Майклом Баттеруортом по мотивам романа Муркока и рассказывавшая о подвигах рок-группы, музыкой спасавшей мир.
В октябре 1978 года вышел альбом 25 Years On (#48 UK), записанный группой на передвижной студии. В текстах, как отмечает Дж. Грин, он был поверхностно футуристическим, в музыке — нёс нововолновые мотивы. Отмечая первый трек «Death Trap» (как «определённо панковский в своих устремлениях»), рецензент Allmusic Д. Томпсон замечает: «группа не только прекрасно понимала, но и впитывала энергию новой волны; лишь некоторая неловкость в отношениях с хиппиозным сообществом помешала ей занять вместе с Stooges, New York Dolls и Velvet Underground место в пантеоне крестных отцов панк-рока». Дэйв Брок, впрочем, считал этот альбом слишком вялым («Armchair Hawkwind» — «кресельные Хоуквинд»: так говорил он о пластинке впоследствии). Сценическое шоу также отличалось от прежних: буйство света уступило место полумраку, антиутопические сюжеты и образы составляли мрачную картину мира, превратившегося в одну большую фабрику и функционирующего под неусыпным оком Большого брата.
Кинг, рассматривавшийся как основной барабанщик проекта, в разгар студийной работы над альбомом 25 Years On решил вдруг вернуться в Лондон. Хаус отправился в аккомпанирующий состав Дэвида Боуи, проводившего в тот момент гастроли с материалом альбома Heroes. Записав для альбома свои партии скрипки, он уступил место в составе Полу Хэйлзу.

### 1979—1999
В начале 1979 года группа отправилась в студию, чтобы записать второй альбом Hawklords; в США были изданы постеры к очередному синглу «Shot Down In The Night», но этим релизам не суждено было осуществиться. Зато вышел около года пролежавший на полке PXR5; сюда вошли ранее не издававшиеся записи 1977—1978 годов и три концертных трека; в двух вещах Брок играл на ударных. В те же дни появился Repeat Performance — сборник Charisma, имевший, по мнению Дж. Грина, лишь один существенный пробел: в нём отсутствовал трек «Hassan I Sahba», наилучшим образом характеризовавший стиль Hawkwind обозреваемого периода.

#### Последний уход Калверта
Под занавес британского тура Калверт настоял на увольнении Гриффина (желая вернуть Кинга), после чего и сам подал в отставку, решив посвятить себя литературе и драматургии. Ушёл из группы и Свинделлз, получивший контракт с ATCO Records на выпуск сольного альбома Fresh Blood (в записи которого приняли участие Кинг, Ллойд-Лэнгтон и Ник Поттер); впоследствии он стал активным деятелем гей-сообщества, а позже работал клубным диджеем. Тем временем Муркок выпустил вторую книгу о Hawkwind, «Queens of Deliria».
В конце 1979 года Hawkwind собрались вновь: к Броку, Бэйнбриджу и Кингу присоединились Хью Ллойд-Лэнгтон и Тим Блэйк, бывший участник Gong, вместе с которым в группу пришёл и Патрис Уорренер со своим лазерным шоу. Не имея ни контракта, ни нового материала, квинтет вышел в британские гастроли, записал несколько своих выступлений и возглавил список участников первого Futurama Festival в Лидсе. Сюда же была приглашена и Inner City Unit, группа Ника Тёрнера. Это позволило последнему присоединиться к бывшим коллегам для исполнения «Brainstorm». Hawkwind на сцене фестиваля провели час (очень мало по их стандартам), но этого оказалось достаточно, чтобы группой заинтересовался лейбл Bronze Records.

#### Джинджер Бэйкер
За успешным концертным альбомом Live Seventy Nine (он поднялся до #15 в Британии) и синглом с концертной версией «Shot Down In The Night» последовал студийный Levitation. Альбом, основной вклад в который внёс Ллойд-Лэнгтон, многие критики расценили как «бледный и слабый». (Позже Levitation и Live ’79 были объединены и изданы во всех трёх форматах.) В ходе работы над ним ушёл Кинг, и пришлось срочно искать ему замену. Марион, жена Ллойда-Лэнгтона, работавшая в менеджменте Джинджера Бэйкера, попросила того принять участие в доработке альбома. Бывшему барабанщику Cream студийная работа настолько пришлась по душе, что он согласился войти в состав группы.
Синглом из альбома Levitation был выпущен «Who’s Gonna Win The War». В последовавшем осеннем турне лазеров не было, сценическое оформление отличалось сравнительной простотой. В турне из-за серьёзной ссоры со Смитом Hawkwind отправились без менеджмента. В процессе гастролей Тима Блэйка заменил Кейт Хэйл. Как отмечает Б. Таун, это был клавишник традиционного типа; без привычных синтезаторов звучание группы сразу утратило прежнюю «пространственность».
Очень скоро выяснилось, что Бэйкер, при всей своей технической оснащённости, к гастрольной деятельности в составе Hawkwind не приспособлен. В частности, он не мог понять желания музыкантов напрямую общаться с фэнами и по отношению к последним вёл себя высокомерно. Кроме того, в прессе о группе заговорили как о Ginger Baker’s Hawkwind; нередко барабанщик фигурировал на страницах газет в единственном числе, в качестве полноправного лидера коллектива. Наконец, в начале 1981 года Бэйкер попытался привлечь в группу своего друга, бывшего участника Cream Джека Брюса с тем, чтобы, уволив Бейнбриджа, превратить Hawkwind в своего рода супергруппу. Это явилось последней каплей, переполнившей чашу терпения музыкантов, поскольку в ходе гастролей 1980 года барабанщик уже уволил нескольких рабочих сцены. Теперь Бэйкеру пришлось уйти самому. За ним последовал Хэйл, которому Брок и Бэйнбридж не стали искать замену, решив, что с синтезаторами управятся и сами. За ударные вернулся Гриффин.

#### Переход на RCA
В 1981 году группа рассталась с Bronze Records. Это случилось после того, как лейбл, ответив отказом на просьбу Брока выпустить концертный альбом Hawkwind (под предлогом, что концертники не выпускает принципиально), почти сразу же выпустил «живой» EP Motorhead. Взбешённый Брок немедленно разорвал контракт. Три последующих альбома Hawkwind вышли на RCA/Active. Для них тексты и часть вокальных партий вновь подготовил Муркок. В Sonic Attack группа, как пишет Дж. Грин, попыталась «вернуться к старому стилю, но в более игривом ключе». Незадолго до этого Гриффин заболел краснухой; паузу в студийной работе Брок с Бэйнбриджем использовали для экспериментов с качественно новыми звуковыми идеями и образами, наиболее полным образом реализовавшимися в Choose Your Masques, преимущественно электронном альбоме. В целом, согласно Troser Press, на трёх альбомах, записанных для RCA, Hawkwind оставляют впечатление «жёсткого, мрачного и предельно серьёзного ансамбля, временами способного на мрачное вдохновение». Компиляция Angels of Death по мнению того же источника идеально отразила этот этап творчества коллектива.
По окончании гастролей 1981 года группа отправилась в студию Rockfield и завершила работу над альбомом Church Of Hawkwind, куда вошли экспериментальные работы, оставшиеся от сессий Sonic Attack. Первоначально пластинку планировалось выпустить ограниченным тиражом (25 тысяч), снабдив каждый экземпляр буклетом. Однако альбом без всякой раскрутки вошёл в чарты, и тираж допечатали. В целом критики отметили, что Church Of Hawkwind напоминал скорее сольную работу Дэйва Брока; остальные участники группы в разных комбинациях ему здесь лишь аккомпанировали.
Также в 1981 году Hawkwind выступили хедлайнерами на фестивале в Гластонбери, появились в Donnington Monsters of Rock (1982) и продолжили серию регулярных концертов на Stonehenge Free Festival, празднующем летнее солнцестояние.
Для участия в Choose Your Masques Tour 1982 года Hawkwind пригласили Ника Тёрнера, и тот решил остаться в составе, куда вошёл также клавишник и скрипач Дэд Фред Ривз (англ. Dead Fred Reeves). Ни он, ни Тёрнер не приняли участия в записи The Earth Ritual Preview, зато был приглашён Лемми. Концерт в Ипсуиче, проводившийся в рамках тура Earth Ritual, был заснят на плёнку и лёг в основу DVD Night of the Hawk.
В 1984 году в состав Hawkwind вошёл молодой басист Алан Дэйви (англ. Alan Davey). Он прислал Броку по почте плёнку со своими инструментальными записями, и тот немедленно осуществил перестановку: Ривза вообще отстранил от дел, а Бэйнбриджа перевёл с бас-гитары на клавишные.

#### Релизы Flicknife
Примерно в это время группа начала плодотворное сотрудничество с Flicknife Records. Первый релиз лейбла, Hawkwind Zoo EP, включал в себя альтернативную версию «Hurry on Sundown», записанную до выхода первого альбома, концертный вариант «Kings of Speed» и ранний и неожиданно эротический трек «Sweet Mistress of Pain». Два мини-альбома, содержавшие как старый, так и новый материал, были позже собраны под одной обложкой в альбом Independent Days. Три диска того же лейбла Friends and Relations были сформированы из студийных отходов, концертных записей, а также побочных проектов, в числе которых не только Hawklords и Sonic Assassins, но также Inner City Unit и Deep Fix.
Летом 1984 года Hawkwind провели европейское турне (выступив в Германии, Люксембурге и Голландии). К этому времени в концертном шоу группы появились новшества: маг-иллюзионист и ряды телевизионных экранов на заднем плане, демонстрировавших сложный видеоряд. Функции фронтмена теперь выполнял Ник Тёрнер. Он представлял аудитории каждую песню (чего прежде Hawkwind не делали вообще) и вёл себя очень театрально, в духе Калверта. Всё это, как отмечает Б. Таун, «делало атмосферу концертов весёлой и праздничной».

#### Уход Тёрнера, возвращение Муркока
К моменту выхода This Is Hawkwind, Do Not Panic (1984, Flicknife), Тёрнер, Брок и Лэнгтон снова были вместе и даже посетили — вместе с Андерсоном, Кримблом, Бэйнбриджем и Слэттери — первую Hawkwind-конвенцию, проведённую в Манчестере. В начале 1985 года, однако, Тёрнер из-за очередного конфликта с Броком покинул состав. Костяк группы сохранялся прежним следующие три года (для Hawkwind это был рекордный срок); менялись в это время лишь барабанщики: в группе в числе прочих побывали Энди Андерсон (The Cure), Роберт Хитон (вскоре вышедший в состав New Model Army), Джон Кларк (Lloyd Langton Group), Рик Мартинес, Клайв Димер. Наконец, последнего сменил в 1985 году Дэнни Томпсон-младший (сын басиста Pentangle) и продержался в Hawkwind почти до конца 1980-х годов.

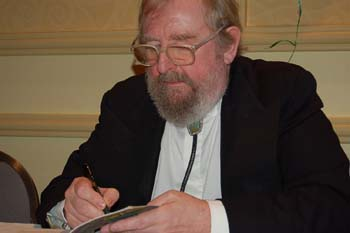
Майкл Муркок, 2006

Союз Hawkwind с Муркоком реализовался вновь, возможно, в самом амбициозном проекте группы. Альбом, The Chronicle of the Black Sword, являвший собой рок-адаптацию романов Муркока об Элрике, ознаменовал временное возвращение группы к своему прежнему стилю и оказался «возможно, самой дисциплинированной работой группы». В сборник Out & Intake, где были представлены две ритм-секции (Дэйви-Томпсон, Бэйнбридж-Гриффин), вошёл как старый, так и новый материал; в работе над двумя композициями принял участие Ник Тёрнер.
В театрализованном представлении, с которым Hawkwind вышли на гастроли, главную роль исполнил Тони Криэр. Сам же Муркок (автор всех песен пластинки) выходил лишь с декламациями. Записи, сделанные на этих концертах, вышли под заголовком Live Chronicles; им сопутствовал видеофильм The Chronicle of the Black Sword. За ним последовал Chaos, куда вошли съёмки, сделанные в ходе концертной серии, последовавшей уже за выступлением группы на Редингском фестивале 1986 года. В 1988 году Hawkwind записали альбом The Xenon Codex с Гаем Бидмидом (продюсером, известным по сотрудничеству с Motörhead), после чего состав покинули Ллойд-Лэнгтон и Томпсон. В том же году в Hawkwind пришёл барабанщик Ричард Чедвик (англ. Richard Chadwick), остающийся в составе по сей день.
14 августа 1988 года от сердечного приступа скончался Боб Калверт (участники группы узнали об этот в тот момент, когда находились на сцене свободного фестиваля в Тьюксбери). В те дни он работал над своим вторым романом, вёл переговоры с Брайаном Ино о записи нового сольного альбома и был, как утверждает автор биографии Дэвид Джонс, «на грани возвращения в Hawkwind».
Некоторое время с группой выступала Бриджет Висхарт (англ. Bridget Wishart), прежде работавшая школьной учительницей. Она стала первой и единственной в истории Hawkwind ведущей певицей. Этот вариант состава, в который вернулся и скрипач Саймон Хаус, записал два альбома: Space Bandits 1990 года (альбом, согласно Trouser Press, «интригующий, но неровный») и Palace Springs (1991), оказавшийся созвучным рейв-веяниям и привлёкший к группе молодую аудиторию, а также часовое выступление для телесериала «Bedrock».
В 1991 году Бэйнбридж, Хаус и Висхарт покинули состав, и Hawkwind впервые сократились до трио. Некоторое время группа продолжала эксплуатировать электронный и синтезаторный звук. Electric Tepee являл собой сочетание хард-рока с лёгкими амбиентными пьесами, It is the Business of the Future to be Dangerous к рок-музыке не имел почти никакого отношения, а The White Zone группа выпустила под другим названием, Psychedelic Warriors, чтобы дистанцироваться от привычных ожиданий старой аудитории.
В качестве нового фронтмена в группу был принят Рон Три, с которым группа не раз пересекалась на фестивалях. С ним был записан альбом Alien 4 и проведено турне, результатом которого стал концертный сборник Love in Space, вышедший с одноимённым видео. Разочарованный общим направлением развития Hawkwind, басист Дэйви покинул состав и сначала образовал Bedouin, затем вошёл в Ace of Spades, трибьют-бэнд, исполнявший песни Motorhead. Функции бас-гитариста взял на себя вокалист Три; с новым гитаристом Джерри Ричардсом, участником Tubilah Dog, группа записала альбомы Distant Horizons и In Your Area. Некоторое время в концертных выступлениях Hawkwind принимал участие раста-исполнитель Captain Rizz.

### 2000—2009 годы
К 30-летию со дня образования группы возник проект Hawkestra, предполагавший реюнион с участием всех участников группы, прежних и настоящих. Был подготовлен сборник Epocheclipse — 30 Year Anthology, но выступление коллектива состоялось лишь 21 октября 2000 года. Концерт в Brixton Academy продолжался три с половиной часа, на сцену вышли около двадцати музыкантов. В числе приглашённых гостей была Саманта Фокс, исполнившая «Master of the Universe». Другое выступление группы, ядро которой составили Брок, Три, Ричардс, Дэйви, Чедвик, при участии Хауса и Муркока, был проведён в лондонской «Астории» накануне Рождества и вышел под заголовком Yule Ritual. Тем временем Тёрнер организовал собственную группу xhawkwind.com, состоявшую из прежних участников Hawkwind и исполнявшую песни группы. Появление её на Guilfest (2002) вынудило Брока обратиться в суд, и по решению последнего Тёрнеру было запрещено использовать название Hawkwind (его группа переименовалась в Space Ritual).
Летом 2002 года в Девоне состоялся первый Hawkfest. В 2005 году вышел альбом Take Me to Your Leader. Основными участниками студийных сессий были Брок, Дэйви и Чедвик, но сыграли также Джейсон Стюарт, Артур Браун, Лена Лович, Саймон Хаус и Джез Хаггетт. В 2006 году вышел CD/DVD Take Me to Your Future. О группе был снят телефильм Hawkwind: Do Not Panic (BBC 4). В июне 2007 года ушёл Алан Дэйви, ставший участником сразу двух коллективов: Gunslinger и Thunor. Его заменил Мистер Дибс англ. Mr Dibs), бас-гитарист, давно работавший в штате Hawkwind, участник Spacehead и Krel.
В конце 2008 года Atomhenge Records (филиал Cherry Red Records) начал выпуск бэк-каталога Hawkwind 1976—1997 годов в формате двух тройных CD-антологий Spirit of the Age (1976—1984) и The Dream Goes On (1985—1997). 8 сентября 2008 года клавишник Джейсон Стюарт скончался от кровоизлияния в мозг. В октябре 2008 года зимнее турне с группой провели новый гитарист Найалл Хоун (англ. Niall Hone, экс-Tribe of Cro) и вернувшийся Тим Блэйк (синтезатор, терменвокс). 29—30 августа 2009 года в лондонском зале Porchester Hall прошли концерты, посвящённые 40-летию со дня первого в истории выступления группы. В составе Hawkwind на сцену вышли Дэйв Брок, Тим Блэйк, Дибс, Ричард Чедвик и Найалл Хоун.

### 2010 — настоящее время
23 декабря 2009 года Дэйв Брок, давая интервью шотландскому телевидению (STV), рассказал о том, что в 2010 году Hawkwind планируют выпуск нового альбома и проведение обширного турне, которое «обещает стать амбициозным спектаклем». По словам фронтмена группы, альбом будет концептуальным: посвящённым предполагаемым «событиям 2012 года», связанным с концом летоисчисления по календарю майя, а также неким «загадочным вибрациям», что начнут возникать в хрустальных черепах. «Мы начали изучать <этот вопрос>, поняли, что многие этим уже занимаются, и свой проект назвали The Crystal Entity (рус. Хрустальная сущность)», — рассказал Дэйв Брок. 21 июня 2010 года на Eastworld Recordings вышел новый студийный альбом группы Blood of the Earth, представивший слушателю «всесокрушающий интеллектуальный спейс-рок, апокалиптические образцы поэзии, причудливые мантры, фантазийную оперу». В альбом, помимо новых композиций, вошли обновлённые версии двух старых песен: «You’d Better Believe It» 1984 года и «Sweet Obsession» из сольного альбома Брока. Ограниченным тиражом вышло специальное издание пластинки: двойной CD, куда вошли концертные записи и интервью Hawkwind.
В декабре Hawkwind начали британское турне в поддержку альбома. В 2011 году группа дала турне по Австралии и отыграла на ряде европейских рок-фестивалей. В 2012 году вышел очередной альбом Onward. Клавишник Филлип Ривз (также известный как Dead Fred) присоединился к Hawkwind в туре 2012 года в поддержку Onward и с тех пор остается в группе как сессионный участник. В ноябре 2012 года Брок, Чедвик и Хоун, под названием «Hawkwind Light Orchestra», выпустили Stellar Variations на лейбле Esoteric Recordings. В 2013 году был проведен Hawkeaster, двухдневный фестиваль, проведенный в Ситоне, Девон во время пасхальных выходных. Тур по США был запланирован на октябрь 2013 года, но из-за проблем со здоровьем был отложен и позднее отменен. После Hawkeaster 2015 Hawkwind впервые выступили в Японии, отыграв два аншлаговых шоу в Токио. В декабре 2015 года Hawkwind провели два шоу Solstice Ritual, в которых участвовал Стив Хиллаге, а Хаз Уитон присоединился к Hawkwind на бас-гитаре.
Группа выпустила The Machine Stops 15 апреля 2016 года. Альбом ознаменовал первое появление Уитона на студийном альбоме Hawkwind. Это был первый альбом без участия Тима Блейка с тех пор, как он присоединился к группе в 2010 году и появился на Blood of the Earth. Его уход был компенсирован дополнительной работой синтезаторов Хоуна и Брока. Последнее живое выступление Dead Fred с Hawkwind состоялось в The Eastbourne Winter Gardens 1 апреля 2016 года. Хоун взял на себя обязанности клавишника на концертах, пока Блейк не вернулся на концерты летом 2016 года. В ноябре 2016 года было объявлено, что Hawkwind записывают новый студийный альбом под названием Into The Woods. Клавишник-гитарист Магнус Мартин заменил Хоуна и Блейка в составе нового альбома. Таким образом, в группу 2017 года вошли Брок, Чедвик, Мистер Дибс, Уитон и Мартин.
В 2018 году Hawkwind записали акустический альбом The Road to Utopia, состоящий в основном из кавер-версий их песен 1970-х с производством, аранжировкой и дополнительными оркестровками Майка Батта и приглашенным выступлением Эрика Клэптона. В мае 2018 года Хаз Уитон ушел, а затем присоединился к Electric Wizard. Батт провёл серию концертов песен Hawkwind с участием группы и оркестра в октябре и ноябре 2018 года. Найал Хоун вернулся на бас-гитару. Мистер Дибс ушел 22 августа, заявив о «непримиримых разногласиях» в заявлении на странице фанатов Hawkwind в Facebook.

## Стиль группы и отзывы прессы
Принято считать, что в целом музыкальная пресса относилась к Hawkwind негативно, однако первые отзывы критиков на появление группы были в основном сдержанно-одобрительными, в некоторых случаях — восторженными. «…Тому, кто слышит их впервые, в первую очередь приходит на ум сравнение с Pink Floyd. Сходство действительно есть… но <Hawkwind> никого не копируют: их музыка уникальна», — писала газета Leamington Spa Morning News 20 сентября 1970 года в статье «More Winners For Liberty». Джон Мортланд в журнале Creem (от 1 ноября 1971 года) аналогию с Pink Floyd проводил уже в пользу Hawkwind: «Повторяемость <риффов> и острота ритма действительно создают ощущение чего-то, явившегося из-за пределов этого мира. Кроме того, здесь нет ни намёка на претенциозность, как это часто бывает у Pink Floyd, единственной группы, сравнение с которой навскидку приходит на ум».
Прослеживая эволюцию ранних Hawkwind, Брайан Таун писал: «Начиная с 1971 года стиль группы стал меняться: она продолжала играть продолжительные инструментальные композиции, обрамлённые вокальными партиями, но всё больший упор делала на мощные ритмы и песнопения, характера почти ритуального. Такая повторяемость в совокупности с мощным световым шоу производила на аудиторию гипнотический эффект: его усиливало то обстоятельство, что большинство зрителей, как и сами музыканты, находилась в полной наркотической отключке». «Не так уж много групп умело сочетают рок с электроникой; похоже, Hawkwind делают это лучше других», — отмечал в рецензии на сингл «Hurry On Sundown» обозреватель Sussex Express (25 сентября 1970 года). Рецензент The Derbyshire Times в статье о дебютном альбоме от 18 сентября 1970 года упоминал использование группой аудиогенератора, который «…смешивает звуки всех инструментов, на которых играют музыканты», но подчёркивает: «Вопреки ожиданиям результат не являет собой какофонию: это в высшей степени оригинальные и увлекательные звуковые структуры».
Брюс Эдер (Allmusic) так характеризует музыкальный стиль Hawkwind в годы их творческого расцвета:

Каждый почитатель научной фантастики с хорошей памятью должен помнить романы Майкла Муркока 70-х годов в мягком переплёте, персонажами которых были колдуны и мускулистые воины, вооружённые гигантскими мечами, на фоне жутковатых пейзажей, земных и звёздных. Достаточно взять эту образность, добавить терминологию и имена, заимствованные судя по всему из марвеловских комиксов того времени («The Watcher», и др.), а также научных статей о физике элементарных частиц, перевести всё это язык оглушительного, но выразительного хард-рока — и вы получите более или менее полное представление о том, что такое Hawkwind. Оригинальный текст (англ.)Any sci-fi fan with long memories probably remembers those 1970’s DAW paperback editions of Michael Moorcock’s sword-and-sorcery novels, with their images of heavily armored, very muscular warriors, carrying large swords and standing against eerie land- and starscapes. Take that imagery, throw in some terminology and names seemingly lifted from the Marvel Comics of the era (The Watcher, etc.) and particle physics articles of the period, translate it into loud but articulate hard rock music, and that’s more or less what Hawkwind is about.  
Обозреватель Record Mirror (от 8 января 1972 года) предлагал двойное определение кредо Hawkwind: это «поиск космического сознания» и попытка «найти для научной фантастики музыкальные средства выражения». Журнал, кроме того, замечал: «Если и есть группа, которой суждено совершить в 1972 году прорыв, то это Hawkwind» (предсказание сбылось, несмотря на то, что весной того года группа оказалась на грани распада). Корреспондент журнала делал упор на футуристическом начале в творчестве группы: «Они неортодоксальны до такой степени, что могут считаться уникальными. Их масштабные произведения свободны от заготовленных формулировок. И поскольку они уже зрят пред собой зарю следующего века, 1972-й для них — не более, чем очередной год прошлого, застрявшего в настоящем… улавливаете идею?»
В дальнейшем отношение к Hawkwind стало меняться; в статьях о группе всё чаще стал упоминаться термин «60’s revival». «Что-то есть раздражающе консервативное в том засиженном мухами сгустке 67-го, который предлагает группа. Может быть, из-за своей softcore-фантастики они так застряли в этом временно́м провале?…» — писал в NME (о концерте в Блэкберне) 1 января 1974 года Боб Эдмундс. Реакция еженедельника Sounds на ранних Hawkwind была осторожно-скептической. Так, Саймон Орелл в рецензии на концерт от 6 января 1973 года признался, что так и не смог понять, «что за идею символизирует толстая леди, прыгающая по сцене с хлыстом». Согласившись, что «за световые эффекты <группа> заслуживает медали», он, однако, не пришёл в восторг от стробоскопа, который заставил его не только «вспомнить об аспирине», но и покинуть концерт, не дожидаясь финала. Если Орелл в той же статье подчёркивал, что группа, обращаясь к исключительно молодой аудитории, и шоу создаёт по-своему детское, то год спустя Sounds в рецензии на The Space Ritual (точная дата публикации неизвестна) напротив, определил концертные записи группы как «рок-н-ролльный эквивалент сериала 'Star Trek' — только без Доктора Спока: те же жаргон, атмосфера, технология, логика — вещи по-своему интересные, но требующие вовлечённости» и потому, по мнению рецензента, неспособные глубоко затронуть стороннего наблюдателя.
Впоследствии появились предположения, что Hawkwind потому не нашли поддержки у современной им музыкальной критики, что опередили своё время, создав гибрид психоделии и панк-рока, более характерный для инди-рока 1980-х годов. «Прото-панк-гитара Дэйва Брока, начинённый амфетаминами бас Лемми, поддерживаемый дуэтом барабанщиков… Punkadelia — лучшее определение этому не подберёшь», — говорится в статье на Punk77. Лишь к концу XX века музыкальные критики нового поколения, рассматривая идеи группы и их влияние на развитие рок-музыки, в основном заговорили о Hawkwind первой половины 1970-х годов в восторженных тонах.

## Историческое значение

Классический состав группы на обложке книги Кэрол Клерк.

Hawkwind, в основном не пользовавшиеся поддержкой британской рок-критики и в США имевшие лишь ограниченный культ поклонников, тем не менее, оказали, как отмечает Джим Грин в Trouser Press, «глубокое и масштабное (хоть и в чём-то косвенное) влияние на развитие рок-музыки». Соединив хард-рок, психоделию, электронные и шумовые эффекты, группа, как отмечает ProgArchives, «практически собственноручно создала новый стиль: space rock».
При этом Hawkwind радикально раздвинули границы собственно психоделического рока. Как утверждается в документальном фильме BBC «Hawkwind — Do Not Panic», «в начале 70-х годов британская психоделия находилась под влиянием того, что происходило в хиппиозной Америке. Вместо того, чтобы копировать стиль „детей цветов“ Сан-Франциско, Hawkwind создали свой, урбанистический вариант психоделии, выращенный в Лэдброк-гроув».
Hawkwind относят также и к числу британских прото-панк-групп. Джон Лайдон утверждал, что «если бы не было Brainstorm (песни из третьего альбома Hawkwind), не было бы Sex Pistols». В числе поклонников творчества Hawkwind были Пит Шелли и участники Magazine. «Hawkwind многих оскорбляли уже самим фактом своего существования. Что это, если не панк в чистом виде?» — задаётся вопросом Дж. Грин, Trouser Press. Hawkwind считают предтечей и последователи DIY-движения, потому что они «…всегда делали то, что хотели, как хотели и когда хотели. Hawkwind никогда не раскланивались перед масс-медиа, никогда не пытались соответствовать чьим-то ожиданиям и не следовали общепринятым нормам. Hawkwind верили в свободу мысли и передвижения» (Брайан Таун). Автор статьи-трибьюта в Punk77 даёт такую характеристику деятельности и мировоззрению Hawkwind: 

…Регулярные бесплатные выступления на фестивалях, поддержка разнообразных движений, одно радикальнее другого, и при этом непубличный, анархистский образ жизни… Они были иными тогда, таковыми остаются сейчас. <Hawkwind> возможно, единственные в популярной музыке, сохранили верность своим идеалам. В эпоху расцвета стадионного рока они выходили и играли для людей бесплатно — в любом месте, какое только их соглашалось принять. И они ни разу ни перед кем не прогнулись.

В целом рок-критика сходится на том, что Hawkwind (по крайней мере в начале 1970-х годов) занимали уникальное место в рок-иерархии. С одной стороны, согласно Allmusic, они исполняли прогрессив/хард-рок и устраивали яркие сценические представления, что отчасти роднило их с такими группами, как King Crimson и ELP. С другой, привлекали к себе как аудиторию, хорошо знакомую с наркотиками, так и приземлённо-«пролетарскую» фэн-прослойку (последнее обстоятельство в немалой степени было предопределено участием Лемми).

Это был перекрёсток между завершившимися 60-ми и ещё не начавшимися 70-ми. И в самом центре этого перекрёстка стояли Hawkwind. Как и предшественники, они отправились в духовный поиск, но — по совершенно иному, футуристическому пути. — Ник Кент, 2004

Prog Archives называет Hawkwind, возможно «самой знаменитой андеграундной группой в истории». Этот статус был предопределён радикальным, бескомпромиссным отношением музыкантов к своим идеям.
«Многие считают Hawkwind хиппиозной группой… Ничего подобного. Мы никогда не искали мира. Мы искали ужаса. С нами на борту космический корабль всегда был с трещиной», — говорил Лемми.

Мы могли бы стать такими же звёздами, как Floyd — открывались уже к тому возможности. Но тут главное — найти в своей системе торпедный механизм, которым всё это можно было бы подорвать. Стоит только начать <взрывать>, как ты уже — по ту сторону реальности. Hawkwind же были по ту сторону — всего вообще. — Дэйв Брок

## Состав Hawkwind
| Год  | Фронтмен (вокал)           | Саксофон, флейта         | Соло-гитара, скрипка              | Гитара, вокал, синтезатор | Бас-гитара                    | Клавишные, синтезаторы, терменвокс | Ударные     |
| ---- | -------------------------- | ------------------------ | --------------------------------- | ------------------------- | ----------------------------- | ---------------------------------- | ----------- |
| 1969 |                            | Ник Тёрнер               | Мик Слэттери                      | Дэйв Брок                 | Джон Харрисон                 | Дик Мик                            | Терри Оллис |
| 1970 | Хью Ллойд-Лэнгтон          | Ник Тёрнер               | Джон Харрисон Томас Кримбл        | Дэйв Брок                 |                               | Дик Мик                            | Терри Оллис |
| 1971 |                            | Ник Тёрнер               | Дэйв Андерсон                     | Дэйв Брок                 | Дик Мик Дел Деттмар           |                                    | Терри Оллис |
| 1972 | Роберт Калверт             | Ник Тёрнер               | Лемми                             | Дэйв Брок                 | Дик Мик Дел Деттмар           | Саймон Кинг                        |             |
| 1973 | Роберт Калверт             | Ник Тёрнер               | Лемми                             | Дэйв Брок                 | Дик Мик Дел Деттмар           | Саймон Кинг                        |             |
| 1974 |                            | Ник Тёрнер               | Лемми                             | Дэйв Брок                 | Дел Деттмар Саймон Хаус       | Саймон Кинг                        |             |
| 1975 | (Майкл Муркок)             | Ник Тёрнер               | Лемми                             | Дэйв Брок                 | Саймон Хаус                   | Саймон Кинг Алан Пауэлл            |             |
| 1976 | Роберт Калверт             | Ник Тёрнер               | Пол Рудольф                       | Дэйв Брок                 | Саймон Хаус                   | Саймон Кинг Алан Пауэлл            |             |
| 1977 | Роберт Калверт             |                          | Эдриан Шоу                        | Дэйв Брок                 | Саймон Хаус                   | Саймон Кинг                        |             |
| 1978 | Роберт Калверт             | Харви Бэйнбридж          | Саймон Хаус Стив Свинделлз        | Дэйв Брок                 | Саймон Кинг Мартин Гриффин    |                                    |             |
| 1979 |                            | Харви Бэйнбридж          | Хью Ллойд-Лэнгтон                 | Дэйв Брок                 | Тим Блэйк (терменвокс)        | Саймон Кинг                        |             |
| 1980 | Тим Блэйк, Кейт Хэйл       | Харви Бэйнбридж          | Хью Ллойд-Лэнгтон                 | Дэйв Брок                 | Джинджер Бэйкер               |                                    |             |
| 1981 | (Майкл Муркок)             | Харви Бэйнбридж          | Хью Ллойд-Лэнгтон                 | Дэйв Брок                 |                               | Мартин Гриффин                     |             |
| 1982 |                            | Харви Бэйнбридж          | Хью Ллойд-Лэнгтон                 | Дэйв Брок                 | Ник Тёрнер                    | Мартин Гриффин                     |             |
| 1983 | Дэд Фред                   | Харви Бэйнбридж          | Хью Ллойд-Лэнгтон                 | Дэйв Брок                 | Ник Тёрнер                    | Энди Андерсон                      |             |
| 1984 | Харви Бэйнбридж Алан Дэйви | Дэд Фред Харви Бэйнбридж | Хью Ллойд-Лэнгтон                 | Дэйв Брок                 | Ник Тёрнер                    | Клайв Димер                        |             |
| 1985 |                            | Алан Дэйви               | Хью Ллойд-Лэнгтон                 | Дэйв Брок                 | Харви Бэйнбридж               | Дэнни Томпсон-мл.                  |             |
| 1986 |                            | Алан Дэйви               | Хью Ллойд-Лэнгтон                 | Дэйв Брок                 | Харви Бэйнбридж               | Дэнни Томпсон-мл.                  |             |
| 1987 |                            | Алан Дэйви               | Хью Ллойд-Лэнгтон                 | Дэйв Брок                 | Харви Бэйнбридж               | Дэнни Томпсон-мл.                  |             |
| 1988 |                            | Алан Дэйви               | Хью Ллойд-Лэнгтон                 | Дэйв Брок                 | Харви Бэйнбридж               | Дэнни Томпсон-мл.                  |             |
| 1989 | Бриджет Уисхарт            | Алан Дэйви               | Саймон Хаус (скрипка)             | Дэйв Брок                 | Харви Бэйнбридж               | Ричард Чедвик                      |             |
| 1990 | Бриджет Уисхарт            | Алан Дэйви               | Саймон Хаус (скрипка)             | Дэйв Брок                 | Харви Бэйнбридж               | Ричард Чедвик                      |             |
| 1991 | Бриджет Уисхарт            | Алан Дэйви               | Саймон Хаус (скрипка)             | Дэйв Брок                 | Харви Бэйнбридж               | Ричард Чедвик                      |             |
| 1992 |                            | Алан Дэйви               |                                   | Дэйв Брок                 |                               | Ричард Чедвик                      |             |
| 1993 |                            | Алан Дэйви               |                                   | Дэйв Брок                 |                               | Ричард Чедвик                      |             |
| 1994 |                            | Алан Дэйви               |                                   | Дэйв Брок                 |                               | Ричард Чедвик                      |             |
| 1995 | Рон Три                    | Алан Дэйви               | Джерри Ричардс                    | Дэйв Брок                 |                               | Ричард Чедвик                      |             |
| 1996 | Рон Три                    | Алан Дэйви               |                                   | Дэйв Брок                 |                               | Ричард Чедвик                      |             |
| 1997 | (Кэптен Ризз)              | Джерри Ричардс           | Рон Три                           | Дэйв Брок                 |                               | Ричард Чедвик                      |             |
| 1998 | (Кэптен Ризз)              | Джерри Ричардс           | Рон Три                           | Дэйв Брок                 |                               | Ричард Чедвик                      |             |
| 1999 | (Кэптен Ризз)              | Джерри Ричардс           | Рон Три                           | Дэйв Брок                 |                               | Ричард Чедвик                      |             |
| 2000 | (Кэптен Ризз)              | (Джез Хаггетт)           | Рон Три                           | Дэйв Брок                 | Джерри Ричардс Саймон Хаус    | Ричард Чедвик                      | Тим Блэйк   |
| 2001 | (Артур Браун)              | (Джез Хаггетт)           | Хью Ллойд-Лэнгтон                 | Дэйв Брок                 | Алан Дэйви                    | Ричард Чедвик                      | Саймон Хаус |
| 2002 | (Артур Браун)              | (Джез Хаггетт)           | Ллойд-Лэнгтон Саймон Хаус         | Дэйв Брок                 | Алан Дэйви                    | Ричард Чедвик                      | Тим Блэйк   |
| 2003 | (Артур Браун)              |                          |                                   | Дэйв Брок                 | Алан Дэйви                    | Ричард Чедвик                      |             |
| 2004 |                            | Джейсон Стюарт           |                                   | Дэйв Брок                 | Алан Дэйви                    | Ричард Чедвик                      |             |
| 2005 | (Джез Хаггетт)             | Джейсон Стюарт           |                                   | Дэйв Брок                 | Алан Дэйви                    | Ричард Чедвик                      |             |
| 2006 |                            | Джейсон Стюарт           |                                   | Дэйв Брок                 | Алан Дэйви                    | Ричард Чедвик                      |             |
| 2007 | Тим Блэйк                  | Джейсон Стюарт           | Мистер Дибс Найалл Хоун           | Дэйв Брок                 |                               | Ричард Чедвик                      |             |
| 2008 | Тим Блэйк                  | Джейсон Стюарт           | Мистер Дибс Найалл Хоун           | Дэйв Брок                 |                               | Ричард Чедвик                      |             |
| 2009 | Найалл Хоун                | Тим Блэйк                | Мистер Дибс Найалл Хоун           | Дэйв Брок                 |                               | Ричард Чедвик                      |             |
| 2010 | Найалл Хоун                | Тим Блэйк                | Мистер Дибс Найалл Хоун           | Дэйв Брок                 | Мистер Дибс                   | Ричард Чедвик                      |             |
| 2011 | Найалл Хоун                | Тим Блэйк                | Мистер Дибс Найалл Хоун           | Дэйв Брок                 | Мистер Дибс                   | Ричард Чедвик                      |             |
| 2012 | Хью Ллойд-Лэнгтон          | Тим Блэйк                | Мистер Дибс Найалл Хоун           | Дэйв Брок                 | Мистер Дибс                   | Ричард Чедвик                      |             |
| 2013 | Dead Fred (скрипка)        | Тим Блэйк Dead Fred      | Мистер Дибс Найалл Хоун           | Дэйв Брок                 | Мистер Дибс                   | Ричард Чедвик                      |             |
| 2014 | (Брайан Блессид)           | Тим Блэйк Dead Fred      | Мистер Дибс Найалл Хоун           | Дэйв Брок                 | (Джон Этеридж) (Стив Хиллидж) | Ричард Чедвик                      |             |
| 2015 |                            | Тим Блэйк Dead Fred      | Мистер Дибс Найалл Хоун           | Дэйв Брок                 | (Стив Хиллидж)                | Ричард Чедвик                      |             |
| 2016 |                            | Тим Блэйк Dead Fred      | Хаз Уитон Мистер Дибс Найалл Хоун | Дэйв Брок                 |                               | Ричард Чедвик                      |             |
| 2017 | Хаз Уитон                  | Магнус Мартин            |                                   | Дэйв Брок                 |                               | Ричард Чедвик                      |             |
| 2018 | (Артур Браун)              | Магнус Мартин            | Найалл Хоун                       | Дэйв Брок                 | Магнус Мартин, Тим Блэйк      | Ричард Чедвик                      |             |

- В скобках указаны имена приглашённых музыкантов

## Дискография
| Студийные альбомы 1970 Hawkwind 1971 In Search of Space 1972 Doremi Fasol Latido 1974 Hall of the Mountain Grill 1975 Warrior on the Edge of Time 1976 Astounding Sounds, Amazing Music 1977 Quark, Strangeness and Charm 1978 25 Years On 1979 PXR5 1980 Levitation 1981 Sonic Attack 1982 Church of Hawkwind 1982 Choose Your Masques 1985 The Chronicle of the Black Sword 1988 The Xenon Codex 1990 Space Bandits 1992 Electric Tepee 1993 It Is the Business of the Future to Be Dangerous 1995 White Zone 1995 Alien 4 1997 Distant Horizons 1999 In Your Area 2005 Take Me to Your Leader 2006 Take Me to Your Future 2010 Blood of the Earth 2012 Onward 2013 Spacehawks 2014 Sonic Attack (в качестве приглашённого музыканта выступил английский актер Брайан Блессид) 2016 The Machine Stops 2017 Into The Woods 2018 Road to Utopia 2019 All Aboard The Skylark 2020 Carnivorous 2021 Somnia 2023 The Future Never Waits 2024 Stories from Time and Space 2025 There Is No Space for Us | Концертные альбомы 1973 Space Ritual 1980 Live Seventy Nine 1986 Live Chronicles 1991 Palace Springs 1994 The Business Trip 1996 Love in Space 1999 Hawkwind 1997 2001 Yule Ritual 2002 Canterbury Fayre 2001 2004 Spaced Out in London 2008 Knights of Space 2015 Space Ritual Live 2017 Live At The Roundhouse 2024 "Live At The Royal Albert Hall" | Архивные переиздания 1980 The Weird Tapes Volumes 1—8 1983 The Text of Festival 1983 Zones 1984 This Is Hawkwind, Do Not Panic 1984 Bring Me the Head of Yuri Gagarin 1984 Space Ritual Volume 2 1985 Hawkwind Anthology 1987 Out & Intake 1991 BBC Radio 1 Live in Concert 1992 The Friday Rock Show Sessions 1992 Hawklords Live 1992 California Brainstorm 1995 Undisclosed Files Addendum 1997 The 1999 Party 1999 Glastonbury 90 1999 Choose Your Masques: Collectors Series Volume 2 1999 Complete ’79: Collectors Series Volume 1 2000 Atomhenge 76 2002 Live 1990 2008 Minneapolis, 4 October 1989 2008 Reading University, 19 May 1992 2009 Live ’78 |